# Giōrgos Mpogrīs
Giōrgos Mpogrīs (in greco Γιώργος Μπόγρης?; Atene, 19 febbraio 1989) è un cestista greco.

## Carriera
Con la Grecia ha disputato i Campionati europei del 2017.

## Palmarès

### Club
- Campionato greco: 2

Panathinaikos: 2009-10, 2010-11
- Eurolega: 1

Panathinaikos: 2010-11
- Basketball Champions League: 1

Canarias: 2016-17
- Coppa Intercontinentale: 1

Canarias: 2020

### Individuale
- Basketball Champions League Star Lineup: 1

Canarias: 2016-17